# Resolutie 2442 Veiligheidsraad Verenigde Naties
Resolutie 2442 van de Veiligheidsraad van de Verenigde Naties werd unaniem aangenomen op 6 november 2018. De resolutie verlengde opnieuw de toestemming om de piraterij voor de Somalische kust te bestrijden.

## Achtergrond
In 1960 werden de voormalige kolonies Brits-Somaliland en Italiaans-Somaliland onafhankelijk en samengevoegd tot Somalië. In 1969 greep het leger de macht en werd Somalië een socialistisch-islamitisch land. In de jaren 1980 leidde het verzet tegen het totalitair geworden regime tot een burgeroorlog en in 1991 viel het centrale regime. Sindsdien beheersten verschillende groeperingen elk een deel van het land en viel Somalië uit elkaar. Door de armoede en wetteloosheid in het land ontstond er een probleem van piraterij, overvallen, kapingen, gijzelingen en illegale visserij voor de kust van Somalië. Tegen 2008 werd dit probleem dusdanig ernstig dat er middels resolutie 1838 maatregelen werden genomen.

## Inhoud
De inspanningen tegen piraterij en kapingen voor de kust van Somalië hadden ervoor gezorgd dat het aantal feiten sinds 2011 bleef dalen. Tussen oktober 2017 en september 2018 hadden zich vijf ernstige pogingen voorgedaan, die allen waren mislukt. Een andere aanval in juli 2018 werd toegeschreven aan terreurgroep Al-Shabaab. Volgens het rapport van secretaris-generaal António Guterres was aan de onderliggende oorzaken van de piraterij niets veranderd en bleven de netwerken actief. Ze hadden hun actiegebied uitgebreid tot ver in de Indische Oceaan om hun slaagkansen te vergroten.
Landen die over de nodige marineschepen en vliegtuigen beschikten werden opnieuw voor en periode van dertien maanden opgeroepen deel te nemen aan de strijd tegen piraterij voor de Somalische kust. Somalië zelf moest hierin echter het voortouw nemen en zijn eigen maritieme veiligheid versterken. Daartoe bouwden de federale overheid en de staten met Europese hulp een kustwacht op.
Verder moest de capaciteit van Somaliës rechtbanken worden uitgebreid. Verdachten werden om deze reden vaak zonder proces vrijgelaten. Veel verdachten werden ook in Kenia, Mauritius, de Seychellen en Tanzania berecht.
Het land werd ook aangespoord toe te treden tot het VN-verdrag tegen grensoverschrijdende georganiseerde misdaad in het kader van de inspanningen tegen de geldstromen achter de piraterij.
Lijst ·  2398 ·  2399 ·  2400 ·  2401 ·  2402 ·  2403 ·  2404 ·  2405 ·  2406 ·  2407 ·  2408 ·  2409 ·  2410 ·  2411 ·  2412 ·  2413 ·  2414 ·  2415 ·  2416 ·  2417 ·  2418 ·  2419 ·  2420 ·  2421 ·  2422 ·  2423 ·  2424 ·  2425 ·  2426 ·  2427 ·  2428 ·  2429 ·  2430 ·  2431 ·  2432 ·  2433 ·  2434 ·  2435 ·  2436 ·  2437 ·  2438 ·  2439 ·  2440 ·  2441 ·  2442 ·  2443 ·  2444 ·  2445 ·  2446 ·  2447 ·  2448 ·  2449 ·  2450 ·  2451